# Карабах (Агдам)
Футбольний клуб «Карабах» (азерб. Qarabağ Futbol Klubu) — азербайджанський футбольний клуб з Агдама, заснований 1951 року. Виступає в азербайджанській Прем'єр-лізі. Офіційно представляє місто Агдам, яке з 23 липня 1993 року по 20 листопада 2020 року перебувало під контролем невизнаної Нагірно-Карабахської Республіки. До початку Першої карабаської війни команда проводила домашні матчі в Агдамі, з середини 1990-х років до квітня 2009 року — у Баку. З квітня 2009 року «Карабах» приймав гостей у селищі Кузанли Агдамського району, на стадіоні Олімпійського комплексу. З 26 вересня 2015 року свої домашні матчі агдамці проводять на новому стадіоні «Азерсун Арена», що вміщує 5,8 тисяч глядачів, у Сураханському районі міста Баку. Єврокубкові матчі команда приймає на Республіканському стадіоні імені Тофіка Бахрамова, що вміщує та Олімпійському стадіоні Баку (69 870).
«Карабах» — один з найтитулованіших клубів Азербайджану (разом із «Нефтчі»), який є 12-разовим чемпіоном Азербайджану та 8-разовим володарем Кубка Азербайджану, а також перша в історії азербайджанська команда, що пройшла у груповий етап Ліги чемпіонів.

## Назви
- 1951—1977 — «Мехсул»
- 1977—1982 — «Шафаг»
- 1982—1987 — «Кооператор»
- 1987—2001 — «Карабах»
- 2001—2004 — «Карабах-Азерсун»
- З 2004 року — «Карабах»

## Історія
Історія клубу сягає початку 1950-х років. Одразу ж після того, як у 1951 році в Агдамі було завершено будівництво міського стадіону, команда почала функціонувати як футбольний клуб під назвою «Мехсул», що в перекладі означає «Урожай», по назві спортивного товариства.
Вперше команда взяла участь у чемпіонаті Азербайджанської РСР в 1966 році, зайнявши 4-е місце. У 1968 році займає призове 2-е місце. Після 1968 року в команді розпочинається спад, що призводить у кінцевому підсумку до повного ропаду команди. В результаті «Мехсул» залишається за бортом чемпіонату аж до 1977 року.
У 1977 році команда знову відроджується під ім'ям «Шафаг». У тому ж році бере участь у 2-й лізі чемпіонату Азербайджанської РСР. До 1982 року команда — єдиний представник міста Агдам в чемпіонаті. У 1982—1987 роках команда виступала під назвою «Кооператор».
У 1988 році команда «Карабах» вперше у своїй історії стала чемпіоном Азербайджанської РСР і отримала тим самим право на участь у Другій лізі чемпіонату СРСР. У 1989 році команда виступала в 9-й зоні Другої ліги чемпіонату СРСР і зайняла 11-те місце в турнірній таблиці, а Д. Новрузов, який забив 20 голів в сезоні посів 6-те місце в списку бомбардирів.
У 1992 році, після розпаду СРСР, було проведено перший чемпіонат у незалежному Азербайджані, а клуб став виступати у вищому дивізіоні країни. Важкі часи для клубу настали в 1993 році, коли Агдам перейшов під контроль невизнаної Нагірно-Карабаської Республіки. Аллахверди Багіров, який колись тренував команду, загинув підірвавшись на міні у машині. Згодом йому було посмертно присвоєно звання Національного Героя Азербайджану.

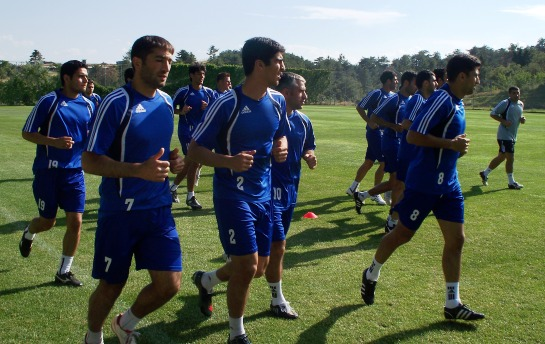
Під час зборів у Туреччині. 27 червня 2009 року

Команда стала проводити домашні ігри в Баку на невеликому стадіоні імені Тофіка Ісмайлова. Саме з 1998 по 2001 рік команда показала найнижчий результат серед найсильніших команд. В результаті фінансових проблем провідні гравці «Карабаху» стали покидати команду.
Проблеми клубу знайшли своє рішення за допомогою меценатів. У 2001 році шефство над командою взяв один з найбільших холдингів Азербайджану — «Азерсун». В команду були повернуті практично всі футболісти, які покинули її ряди в роки фінансової кризи. З того часу команда офіційно змінила свою назву на «Карабах-Азерсун». Спонсорська підтримка позитивно позначилася на результатах команди. У сезоні 2003—2004 команда після довгої перерви завоювала бронзові медалі чемпіонату.

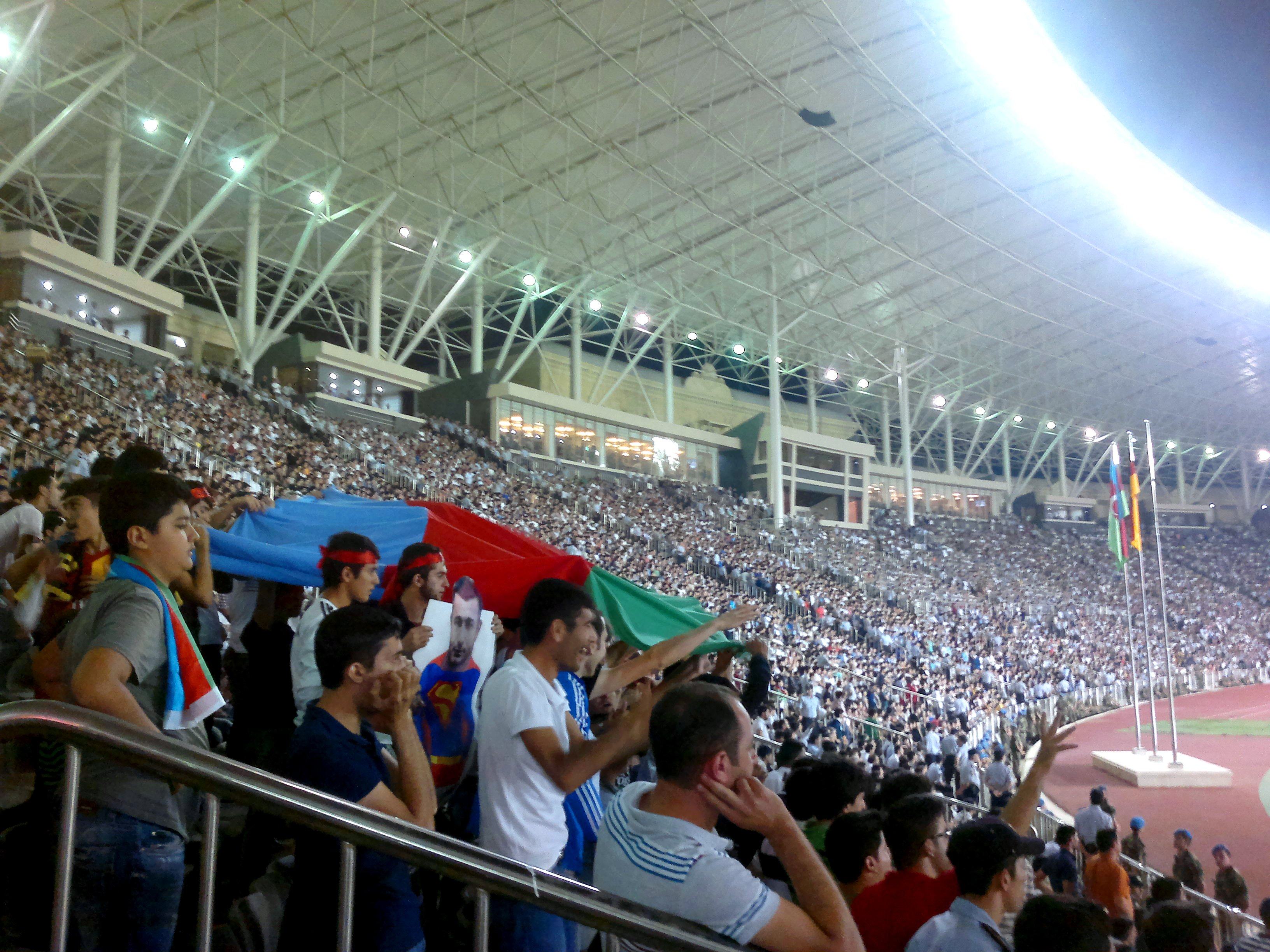
Вболівальники клубу під час матчу з німецьким «Айнтрахтом» (раунд плей-оф Ліги Європи УЄФА). Стадіон імені Тофіка Бахрамова. 22 серпня 2013

У сезоні 2004/05 на пост головного тренера був запрошений досвідчений фахівець, колишній форвард «Нефтчі», що працював до того часу в Швеції — Ігор Пономарьов. У команду були запрошені провідні футболісти Азербайджану, серед яких переважали гравці збірної країни. У 2004 році команді було повернуто назву «Карабах». У клубу з'явився свій логотип, на якому зображені карабаські скакуни.
На початку сезону 2005/06 команду очолив молодий тренер Ельхан Абдуллаєв. Проте при ньому команда грала нерівно, і вже в зимову перерву він був замінений на досвідченого Беюкагу Агаєва. При Агаєві команда завоювала Кубок Азербайджану 2005/06 і отримала путівку в Кубок УЄФА.
Сезон 2006/07 для команди почався невдало: «Карабах» не зумів пройти «Зімбру» в Кубку УЄФА, програвши у домашньому матчі 1:2. В чемпіонаті в 12 іграх перемоги були здобуті лише в 3-х. У підсумку, в грудні 2006 на пост головного тренера заступив турецький фахівець Расім Кара.
З серпня 2008 року команду став тренувати колишній нападник збірної Азербайджану Гурбан Гурбанов. При ньому з 2009 року команда регулярно (за винятком 2012 року) виступала в Лізі Європи УЄФА і тричі виходила в раунд плей-оф (2009, 2010 і 2013).

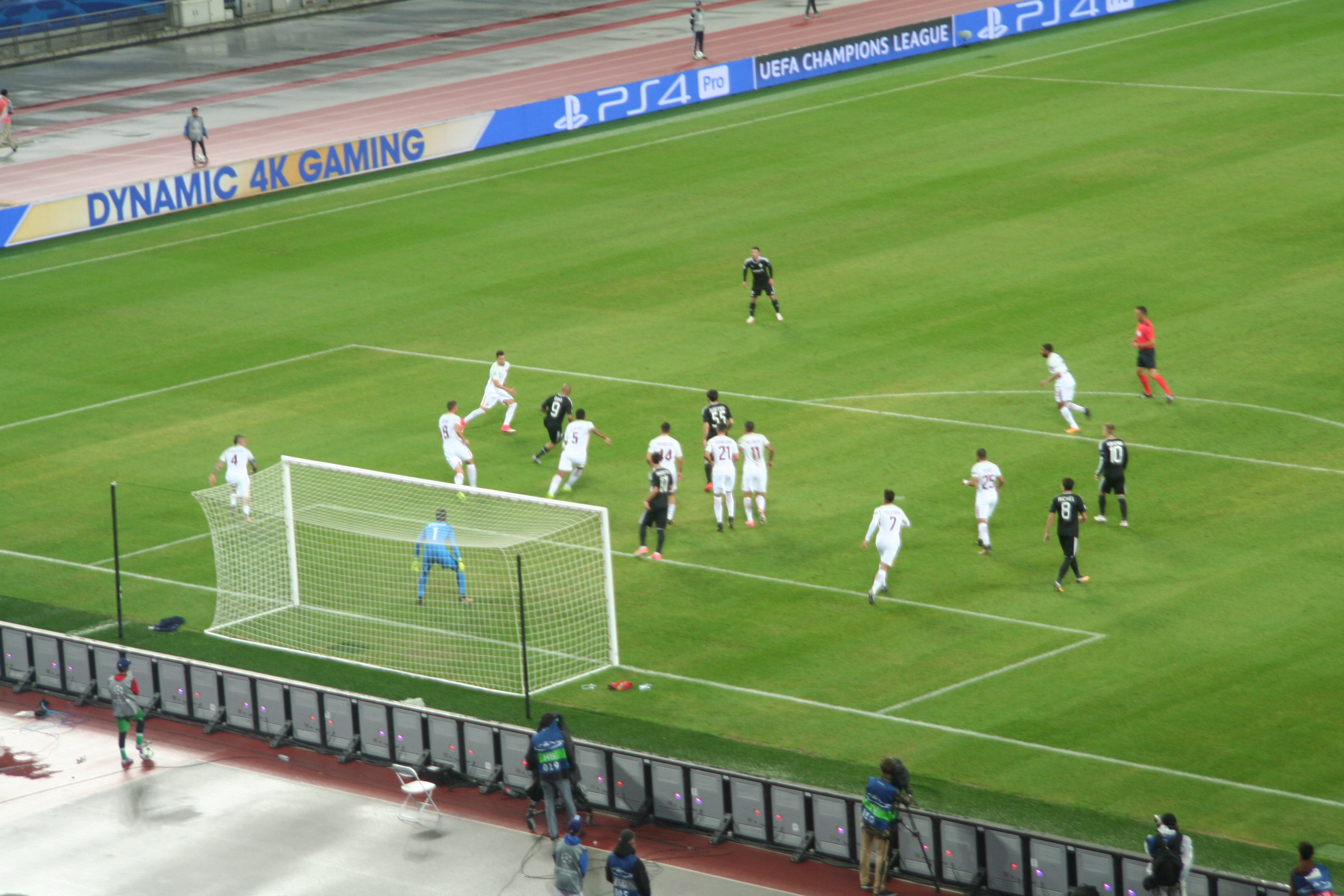
Матч із «Ромою» в рамках групового етапу Ліги чемпіонів УЄФА 2017/18. Олімпійський, Баку

У сезоні 2014/15 «Карабах» вдруге у своїй історії став чемпіоном Азербайджану і отримав право виступити в Лізі чемпіонів. «Карабах» почав свій шлях з другого кваліфікаційного раунду. За підсумками жеребкування потрапив на мальтійську «Валетту» — 1:0, 4:0. У наступному раунді вони вийшли на австрійський «Ред Булл». У першому матчі «Карабах» виграв 2:1, але програвши гостьовий матч 0:2, потрапив в раунд плей-оф Ліги Європи УЄФА. У цьому раунді суперником «Карабаху» був нідерландський «Твенте». Зігравши вдома внічию 0:0, а в гостях 1:1, «Карабах» вперше у своїй історії здобув право грати у груповій стадії європейського турніру. Таким чином, «Карабах» став другим азербайджанським клубом після «Нефтчі», що виступав на груповій стадії Ліги Європи УЄФА. У групі F суперниками «Карабаху» стали міланський «Інтернаціонале», дніпровський «Дніпро» і «Сент-Етьєн». До останнього туру групового етапу для виходу в 1/16 фіналу з другого місця, «Карабаху» було необхідно перемагати у зустрічі з «Інтером», і за рахунку 0:0 на останній 4-й доданій хвилині матчу «Карабах» забив гол супернику, який помилково скасували арбітри.
У сезонах 2015/16 і 2016/17 «Карабах» також добирався до групової стадії Ліги Європи УЄФА.
У 2017 році «Карабах» стає першим азербайджанським клубом, який вийшов у груповий етап Ліги чемпіонів. Автором першого голу на груповому етапі Ліги чемпіонів став бразильський вінгер Педро Енріке Конзен, в матчі проти італійської «Роми» 27 вересня 2017 року на Олімпійському стадіоні в Баку. Автором гольової передачі виступив південноафриканський форвард «Карабаху» Діно Ндлову. Своє перше очко в групі Ліги чемпіонів, «Карабах» заробив 18 жовтня, зігравши внічию з «Атлетіко Мадрид». 31 жовтня на виїзді знову була зафіксована нічия з «Атлетіко» (1:1), яка додала ще одне очко в актив «Карабаху» в цьому раунді ЛЧ. Наступні ж поразки від «Челсі» і «Роми» 0:4 і 0:1 відповідно, залишили «Карабах» на останньому місці в своїй групі С, завершивши його виступ у Лізі чемпіонів 2017/18.
У сезоні 2024/25, 27 квітня 2025 року, «Карабах» оформив чемпіонство за чотири тури до завершення, зігравши 1:1 з «Сабахом» у 32-му турі Прем'єр-ліги, ставши чемпіоном Азербайджану 12-й раз в історії та 4-й раз поспіль.

## Склад
Станом на 11 лютого 2025
| №  | Поз. | Нац.        | Гравець                    |
| -- | ---- | ----------- | -------------------------- |
| 1  | ВР   | Азербайджан | Шахруддін Магомедалієв     |
| 2  | ЗХ   | Бразилія    | Матеус Сілва               |
| 6  | ПЗ   | Бразилія    | Жуліо Ромао                |
| 7  | ПЗ   | Алжир       | Яссін Бенз'я               |
| 8  | ПЗ   | Чорногорія  | Марко Янкович              |
| 9  | НП   | Азербайджан | Муса Курбанли              |
| 10 | НП   | Франція     | Абделла Зубір              |
| 13 | ЗХ   | Азербайджан | Бахлул Мустафазаде         |
| 15 | НП   | Кабо-Верде  | Леандро Андраде            |
| 17 | НП   | Франція     | Гаміду Кейта               |
| 19 | НП   | Албанія     | Редон Джіджа               |
| 20 | ПЗ   | Бразилія    | Річард Алмейда де Олівейра |

| №  | Поз. | Нац.        | Гравець                   |
| -- | ---- | ----------- | ------------------------- |
| 24 | ПЗ   | Азербайджан | Олексій Ісаєв             |
| 27 | ЗХ   | Азербайджан | Турал Байрамов            |
| 29 | ЗХ   | Чорногорія  | Марко Вешович             |
| 30 | ЗХ   | Азербайджан | Аббас Гусейнов            |
| 44 | ЗХ   | Азербайджан | Елвін Джафаркулієв        |
| 55 | ЗХ   | Азербайджан | Бадаві Гусейнов (капітан) |
| 66 | ПЗ   | Кабо-Верде  | Патрік Андраде            |
| 81 | ЗХ   | Колумбія    | Кевін Медіна              |
| 89 | ВР   | Азербайджан | Амін Рамазанов            |
| 90 | НП   | Азербайджан | Наріман Ахундзаде         |
| 97 | ВР   | Хорватія    | Фабіян Бунтич             |
| 99 | ВР   | Польща      | Матеуш Кохальский         |

## Досягнення
Чемпіонат Азербайджану:
- Чемпіон (12): 1993, 2014, 2015, 2016, 2017, 2018, 2019, 2020, 2022, 2023, 2024, 2025
- Срібний призер (4): 1994, 1997, 2013, 2021
- Бронзовий призер (4): 2002, 2004, 2010, 2011

Кубок Азербайджану:
- Володар кубка (8): 1993, 2006, 2009, 2015, 2016, 2017, 2022, 2024
- Фіналіст кубка (4): 1996, 1998, 2000, 2025

Чемпіонат Азербайджанської РСР
- Чемпіон (2): 1988, 1990

Кубок Азербайджанської РСР
- Чемпіон (1): 1990

## Статистика

### Виступи в Азербайджані
| Рік        | Турнір                 | Місце      | І          |            | Н          | П          | Р          | Про        | Кубок        |
| Чемпіонати | Чемпіонати             | Чемпіонати | Чемпіонати | Чемпіонати | Чемпіонати | Чемпіонати | Чемпіонати | Чемпіонати | Азербайджану |
| ---------- | ---------------------- | ---------- | ---------- | ---------- | ---------- | ---------- | ---------- | ---------- | ------------ |
| 1992       | Чемпіонат Азербайджану | 4          | 36         | 24         | 7          | 5          | 76-26      | 55         | —            |
| 1993       | Чемпіонат Азербайджану | 1          | 18         | 9          | 7          | 2          | 23-11      | 25         | Перемога     |
| 1993/94    | Чемпіонат Азербайджану | 2          | 30         | 21         | 7          | 2          | 52-12      | 49         | 1/2          |
| 1994/95    | Чемпіонат Азербайджану | 4          | 24         | 13         | 6          | 5          | 42-31      | 32         | 1/8          |
| 1995/96    | Чемпіонат Азербайджану | 4          | 20         | 12         | 4          | 4          | 38-15      | 40         | Фінал        |
| 1996/97    | Чемпіонат Азербайджану | 2          | 30         | 23         | 2          | 5          | 61-25      | 71         | —            |
| 1997/98    | Чемпіонат Азербайджану | 4          | 26         | 14         | 7          | 5          | 43-32      | 49         | Фінал        |
| 1998/99    | Чемпіонат Азербайджану | 2          | 26         | 17         | 3          | 6          | 45-21      | 54         | 1/8          |
| 1999/00    | Чемпіонат Азербайджану | 8          | 22         | 5          | 10         | 7          | 21-25      | 25         | Фінал        |
| 2000/01    | Чемпіонат Азербайджану | 9          | 20         | 5          | 4          | 11         | 19-34      | 19         | 1/8          |
| 2001/02    | Чемпіонат Азербайджану | 3          | 32         | 16         | 3          | 13         | 50-44      | 51         | 1/4          |
| 2002/03    | Чемпіонат Азербайджану | —          | —          | —          | —          | —          | —          | —          | Фінал        |
| 2003/04    | Чемпіонат Азербайджану | 3          | 26         | 19         | 3          | 4          | 63-17      | 60         | 1/2          |
| 2004/05    | Чемпіонат Азербайджану | 6          | 34         | 22         | 5          | 7          | 61-31      | 71         | 1/2          |
| 2005/06    | Чемпіонат Азербайджану | 5          | 26         | 12         | 4          | 10         | 32-32      | 40         | Перемога     |
| 2006/07    | Чемпіонат Азербайджану | 8          | 24         | 6          | 9          | 9          | 20-27      | 27         | 1/8          |
| 2007/08    | Чемпіонат Азербайджану | 5          | 26         | 11         | 8          | 7          | 25-16      | 41         | 1/4          |
| 2008/09    | Чемпіонат Азербайджану | 5          | 26         | 14         | 7          | 5          | 35-22      | 49         | Перемога     |
| 2009/10    | Чемпіонат Азербайджану | 3          | 42         | 17         | 18         | 7          | 37-29      | 69         | 1/4          |
| 2010/11    | Чемпіонат Азербайджану | 3          | 29         | 16         | 6          | 7          | 36-18      | 54         | 1/8          |
| 2011/12    | Чемпіонат Азербайджану | 4          | 32         | 15         | 8          | 9          | 37-28      | 53         | 1/2          |
| 2012/13    | Чемпіонат Азербайджану | 2          | 32         | 16         | 11         | 5          | 43-26      | 59         | 1/2          |
| 2013/14    | Чемпіонат Азербайджану | 1          | 36         | 21         | 9          | 6          | 66-21      | 72         | 1/4          |
| 2014/15    | Чемпіонат Азербайджану | 1          | 32         | 20         | 8          | 4          | 51-28      | 68         | Перемога     |
| 2015/16    | Чемпіонат Азербайджану | 1          | 36         | 26         | 6          | 4          | 66-21      | 84         | Перемога     |
| 2016/17    | Чемпіонат Азербайджану | 1          | 28         | 19         | 5          | 4          | 46-14      | 62         | Перемога     |
| 2017/18    | Чемпіонат Азербайджану | 1          | 28         | 20         | 5          | 3          | 37-13      | 65         | 1/4          |
| 2018/19    | Чемпіонат Азербайджану | 1          | 28         | 20         | 6          | 2          | 65-21      | 66         | 1/2          |
| 2019/20    | Чемпіонат Азербайджану | 1          | 20         | 13         | 6          | 1          | 34-7       | 45         | —            |
| 2020/21    | Чемпіонат Азербайджану | 2          | 28         | 18         | 5          | 5          | 47-25      | 59         | 1/2          |
| 2021/22    | Чемпіонат Азербайджану | 1          | 28         | 21         | 6          | 1          | 72-13      | 69         | Перемога     |
| 2022/23    | Чемпіонат Азербайджану | 1          | 36         | 28         | 6          | 2          | 91-25      | 90         | 1/4          |

### Участь в єврокубках
| Турнір                                             | М   | В  | Н  | П  | ГЗ  | ГП  | РМ  |
| -------------------------------------------------- | --- | -- | -- | -- | --- | --- | --- |
| Кубок Європейських чемпіонів / Ліга чемпіонів УЄФА | 51  | 21 | 18 | 12 | 66  | 44  | +22 |
| Ліга Європи УЄФА / Кубок УЄФА                      | 87  | 29 | 20 | 38 | 94  | 114 | -22 |
| Кубок Кубків УЄФА                                  | 4   | 0  | 1  | 3  | 1   | 12  | -11 |
| Кубок Інтертото                                    | 4   | 1  | 0  | 3  | 2   | 11  | -9  |
| Ліга конференций                                   | 16  | 8  | 4  | 4  | 19  | 17  | +2  |
| Всього                                             | 162 | 59 | 43 | 60 | 183 | 201 | -18 |

Останнє оновлення: 2 серпня 2023

### Матчі
Станом на 1 січня 2019 року
| 1996–97 | Кубок володарів кубків | КР      | МюПа                     | 0–1 | 1–1 | 1–2 (д.ч.) |
|         |                        |         |                          |     |     |            |
| 1997–98 | Кубок УЄФА             | 1КР     | Яблонець 97              | 0–3 | 0–5 | 0–8        |
|         |                        |         |                          |     |     |            |
| 1998–99 | Кубок володарів кубків | КР      | Копенгаген               | 0–4 | 0–6 | 0–10       |
|         |                        |         |                          |     |     |            |
| 1999    | Кубок Інтертото        | 1Р      | Маккабі (Хайфа)          | 0–1 | 2–1 | 2–2 (г.)   |
| 1999    | Кубок Інтертото        | 2Р      | Монпельє                 | 0–3 | 0–6 | 0–9        |
|         |                        |         |                          |     |     |            |
| 2004–05 | Кубок УЄФА             | 1КР     | Дукла (Банська Бистриця) | 0–1 | 0–3 | 0–4        |
|         |                        |         |                          |     |     |            |
| 2006–07 | Кубок УЄФА             | 1КР     | Зімбру                   | 1–2 | 1–1 | 2–3 (дч)   |
|         |                        |         |                          |     |     |            |
| 2009–10 | Ліга Європи УЄФА       | 2КР     | Русенборг                | 1–0 | 0–0 | 1–0        |
| 2009–10 | Ліга Європи УЄФА       | 3КР     | Гонка                    | 2–1 | 1–0 | 3–1        |
| 2009–10 | Ліга Європи УЄФА       | ПО      | Твенте                   | 0–0 | 1–3 | 1–3        |
|         |                        |         |                          |     |     |            |
| 2010–11 | Ліга Європи УЄФА       | 1КР     | Металург (Скоп'є)        | 4–1 | 1–1 | 5–2        |
| 2010–11 | Ліга Європи УЄФА       | 2КР     | Портадаун                | 1–1 | 2–1 | 3–2        |
| 2010–11 | Ліга Європи УЄФА       | 3КР     | Вісла (Краків)           | 3–2 | 1–0 | 4–2        |
| 2010–11 | Ліга Європи УЄФА       | ПО      | Боруссія (Дортмунд)      | 0–1 | 0–4 | 0–5        |
|         |                        |         |                          |     |     |            |
| 2011–12 | Ліга Європи УЄФА       | 1КР     | Банга                    | 3–0 | 4–0 | 7–0        |
| 2011–12 | Ліга Європи УЄФА       | 2КР     | ЕБ/Стреймур              | 0–0 | 1–1 | 1–1 (a)    |
| 2011–12 | Ліга Європи УЄФА       | 3КР     | Брюгге                   | 1–0 | 1–4 | 2–4        |
|         |                        |         |                          |     |     |            |
| 2013–14 | Ліга Європи УЄФА       | 1КР     | Металург (Скоп'є)        | 1–0 | 1–0 | 2–0        |
| 2013–14 | Ліга Європи УЄФА       | 2КР     | П'яст (Глівіце)          | 2–1 | 2–2 | 4–3 (д.ч.) |
| 2013–14 | Ліга Європи УЄФА       | 3КР     | Єфле                     | 1–0 | 2–0 | 3–0        |
| 2013–14 | Ліга Європи УЄФА       | ПО      | Айнтрахт                 | 0–2 | 1–2 | 1–4        |
|         |                        |         |                          |     |     |            |
| 2014–15 | Ліга чемпіонів УЄФА    | 2КР     | Валетта                  | 4–0 | 1–0 | 5–0        |
| 2014–15 | Ліга чемпіонів УЄФА    | 3КР     | Ред Булл (Зальцбург)     | 2–1 | 0–2 | 2–3        |
| 2014–15 | Ліга Європи УЄФА       | ПО      | Твенте                   | 0–0 | 1–1 | 1–1 (a)    |
| 2014–15 | Ліга Європи УЄФА       | Група F | Сент-Етьєн               | 0–0 | 1–1 | 3-тє місце |
| 2014–15 | Ліга Європи УЄФА       | Група F | Інтернаціонале           | 0–0 | 0–2 | 3-тє місце |
| 2014–15 | Ліга Європи УЄФА       | Група F | Дніпро                   | 1–2 | 1–0 | 3-тє місце |
|         |                        |         |                          |     |     |            |
| 2015–16 | Ліга чемпіонів УЄФА    | 2КР     | Рудар (Плєвля)           | 0–0 | 1–0 | 1–0        |
| 2015–16 | Ліга чемпіонів УЄФА    | 3КР     | Селтік                   | 0–0 | 0–1 | 0–1        |
| 2015–16 | Ліга Європи УЄФА       | ПО      | Янг Бойз                 | 3–0 | 1–0 | 4–0        |
| 2015–16 | Ліга Європи УЄФА       | Група J | Андерлехт                | 1–0 | 1–2 | 4-те місце |
| 2015–16 | Ліга Європи УЄФА       | Група J | Монако                   | 1–1 | 0–1 | 4-те місце |
| 2015–16 | Ліга Європи УЄФА       | Група J | Тоттенгем Готспур        | 0–1 | 1–3 | 4-те місце |
|         |                        |         |                          |     |     |            |
| 2016–17 | Ліга чемпіонів УЄФА    | 2КР     | Ф91 Дюделанж             | 2–0 | 1–1 | 3–1        |
| 2016–17 | Ліга чемпіонів УЄФА    | 3КР     | Вікторія (Пльзень)       | 1–1 | 0–0 | 1–1 (a)    |
| 2016–17 | Ліга Європи УЄФА       | ПО      | Гетеборг                 | 3–0 | 0–1 | 3–1        |
| 2016–17 | Ліга Європи УЄФА       | Група J | Фіорентіна               | 1–2 | 1–5 | 3-тє місце |
| 2016–17 | Ліга Європи УЄФА       | Група J | ПАОК                     | 2–0 | 1–0 | 3-тє місце |
| 2016–17 | Ліга Європи УЄФА       | Група J | Слован (Ліберець)        | 2–2 | 0–3 | 3-тє місце |
|         |                        |         |                          |     |     |            |
| 2017–18 | Ліга чемпіонів УЄФА    | 2КР     | Самтредіа                | 5–0 | 1–0 | 6–0        |
| 2017–18 | Ліга чемпіонів УЄФА    | 3КР     | Шериф                    | 0–0 | 2–1 | 2–1        |
| 2017–18 | Ліга чемпіонів УЄФА    | ПО      | Копенгаген               | 1–0 | 1–2 | 2–2 (г.)   |
| 2017–18 | Ліга чемпіонів УЄФА    | ГРупа C | Рома                     | 1–2 | 0–1 | 4-те місце |
| 2017–18 | Ліга чемпіонів УЄФА    | ГРупа C | Атлетіко (Мадрид)        | 0–0 | 1–1 | 4-те місце |
| 2017–18 | Ліга чемпіонів УЄФА    | ГРупа C | Челсі                    | 0–4 | 0–6 | 4-те місце |
|         |                        |         |                          |     |     |            |
| 2018–19 | Ліга чемпіонів УЄФА    | 1КР     | Олімпія (Любляна)        | 0−0 | 1–0 | 1–0        |
| 2018–19 | Ліга чемпіонів УЄФА    | 2КР     | Кукесі                   | 3–0 | 0−0 | 3–0        |
| 2018–19 | Ліга чемпіонів УЄФА    | 3КР     | БАТЕ                     | 0–1 | 1−1 | 1–2        |
| 2018–19 | Ліга Європи УЄФА       | ПО      | Шериф                    | 3–0 | 0–1 | 3–1        |
| 2018–19 | Ліга Європи УЄФА       | Група E | Спортінг (Лісабон)       | 1–6 | 0–2 | 4-те місце |
| 2018–19 | Ліга Європи УЄФА       | Група E | Арсенал (Лондон)         | 0–3 | 0–1 | 4-те місце |
| 2018–19 | Ліга Європи УЄФА       | Група E | Ворскла                  | 0–1 | 1–0 | 4-те місце |